# Teatro dei burattini

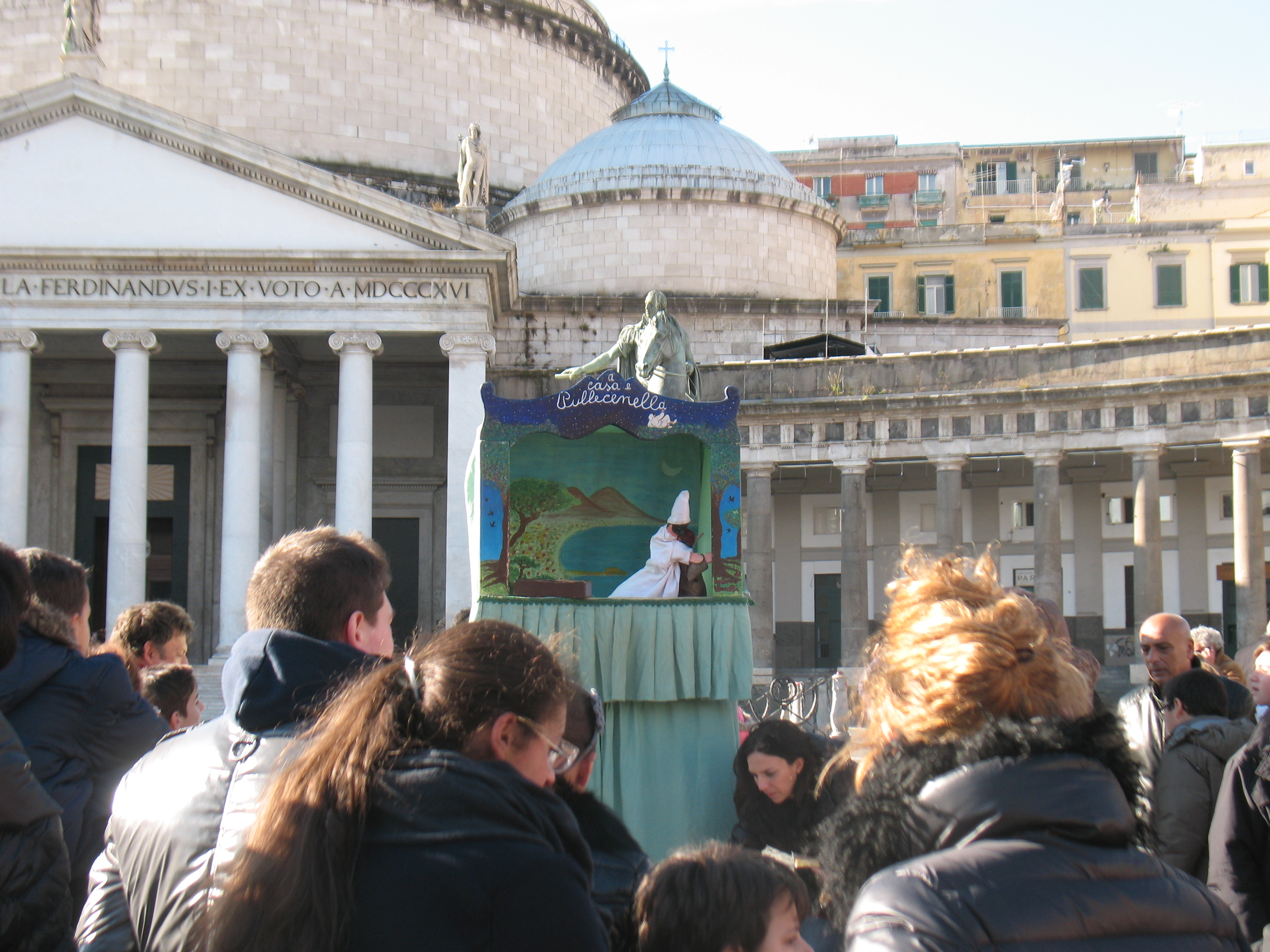
Il teatro di burattini di Roberto Vernetti a Piazza Plebiscito a Napoli

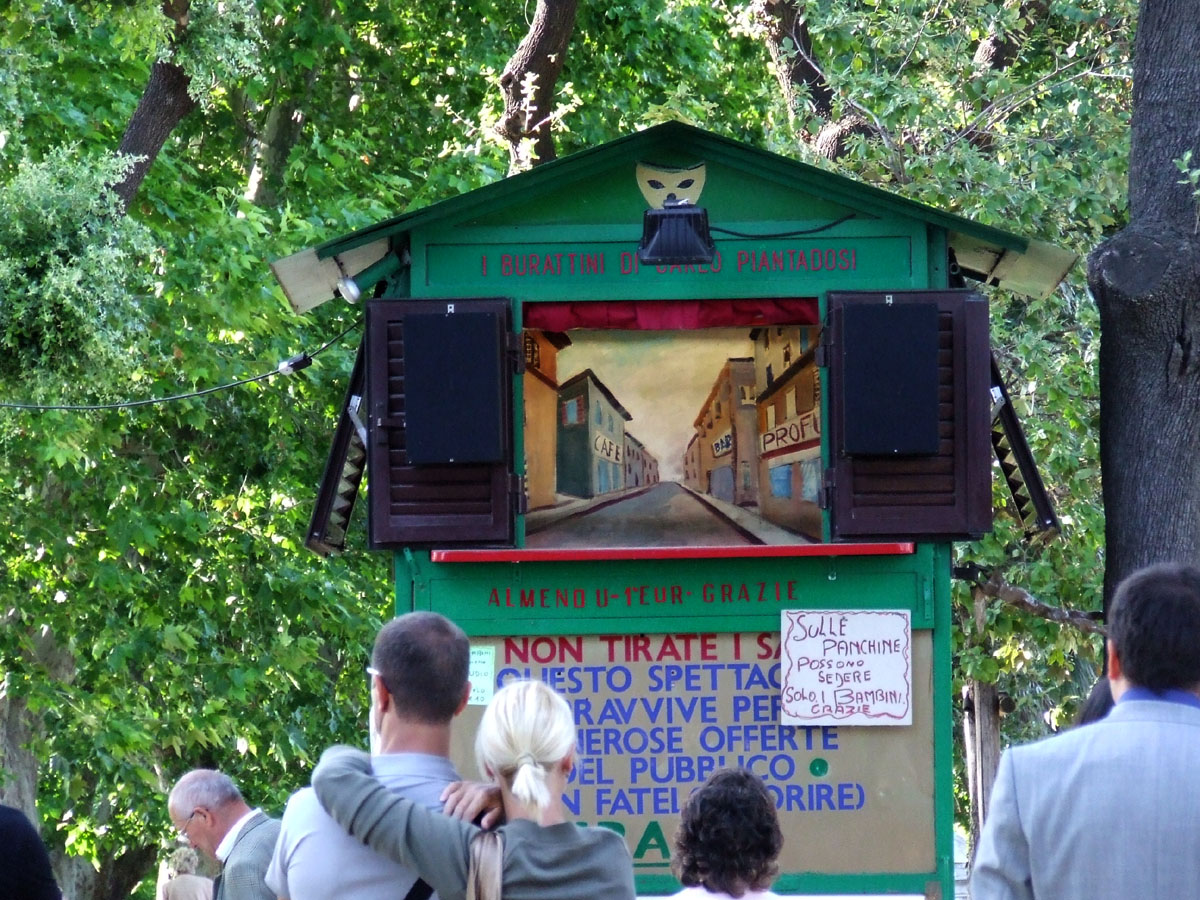
Il "teatro dei burattini" di Carlo Piantadosi, al piazzale del Gianicolo, Roma

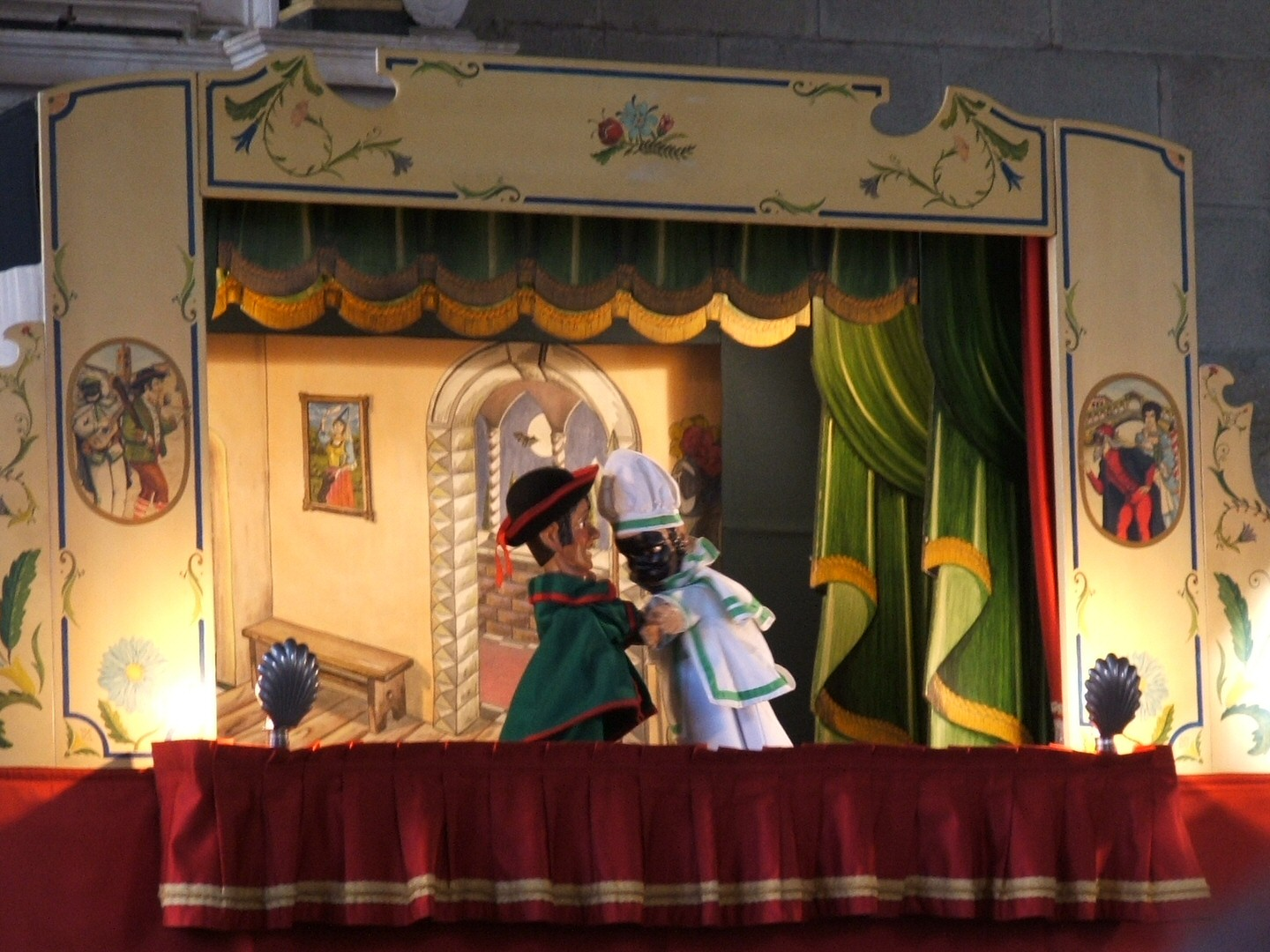
Gioppino e Brighella di Daniele Cortesi

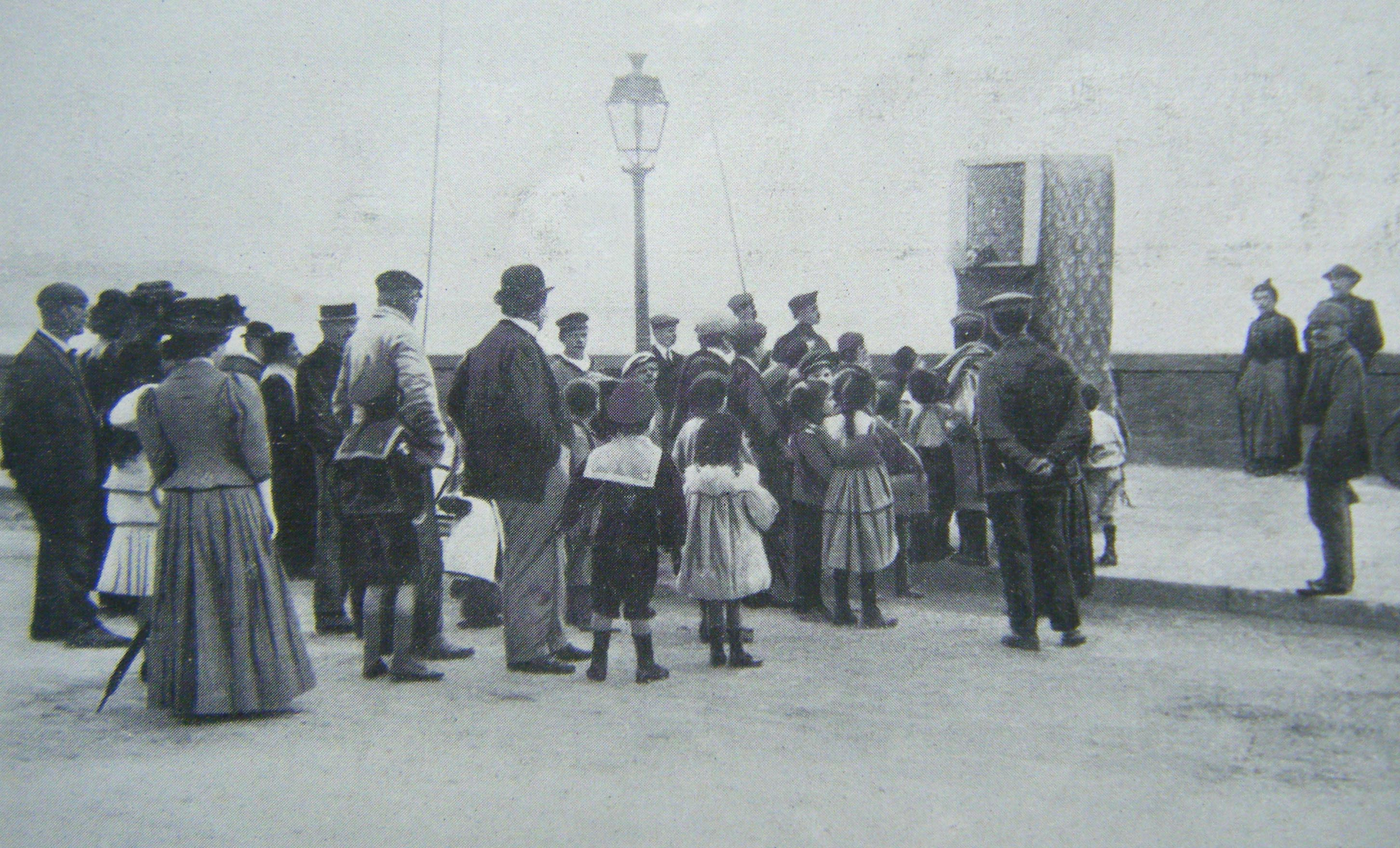
Teatro dei burattini a Napoli nel 1911

Il teatro dei burattini è una forma di spettacolo teatrale in cui uno o più animatori, i burattinai, danno vita ai personaggi tramite particolari pupazzi, detti appunto burattini.
Nella tradizione il burattino è composto da testa e mani di legno fissate ad un camiciotto sopra il quale viene posto il vestito vero e proprio. L'animatore per muoverlo lo inguanta dandogli vita. Il termine burattino sta genericamente ad indicare anche tutti gli oggetti animati ‘da sotto’, dove l'animatore è nascosto, mentre la marionetta viene animata 'da sopra', attraverso dei fili. Fanno eccezione le marionette il cui sostegno è dato da pali di legno che, anche se manovrate da sotto, per caratteristiche e stile rientrano nel novero del teatro delle marionette.
Lo spettacolo dei burattini è generalmente rappresentato all'interno di un teatrino di legno, detto castelletto o baracca.

## Etimologia del termine burattino
La parola burattino deriva quasi sicuramente da “buratto”, una stoffa grezza e resistente, usata per abburattare la farina al fine di separarla dalla crusca. Dal XIV secolo il termine viene usato anche per indicare la veste dei personaggi dalla testa di legno ed in seguito per gli stessi fantocci.

## Storia
Solo a partire dalla fine del XVIII secolo in Italia si cominciano ad avere notizie della diffusione del teatro dei burattini.
Fin dal Cinquecento, la presenza dei burattini è testimoniata nelle piazze e nei mercati, a fianco degli altri mestieri (più o meno leciti), sia come spettacolo autonomo sia come accompagnamento di ciarlatani e venditori ambulanti.
Nasce in questo periodo un importante ciclo drammaturgico del Teatro dei Burattini in Italia: i burattinai assumono infatti molti caratteri, maschere e scenari dai loro "vicini di banco", i Commedianti all'Improvviso. Anzi, da allora, il termine più diffuso (a fianco di capoccielli, fracurradi, fantoccini, magatelli, ecc.) diventa quello di "burattino", tratto dall'omonimo e celebre zanni della Commedia dell'Arte. Con la maschera di Pulcinella comincia la carriera fulminante e duratura dei burattinai cinque-seicenteschi.
Verso la fine del '700 si ha un'importante evoluzione: si sono ritrovati, infatti, documenti che testimoniano il consolidamento del genere e la nascita di vere e proprie compagnie di giro e stanziali.
Dalle semplici farse, si passa a rappresentazioni drammatiche o melodrammatiche. L'affermazione del teatro dei burattini avviene subito dopo la rivoluzione francese e la nascita del teatro giacobino, se fino alla fine del Settecento i personaggi erano principalmente gli stessi della Commedia dell'Arte, dopo la rivoluzione francese e nei territori interessati dalle campagne napoleoniche si vietò l'uso delle vecchie maschere assimilabili all'ancien regime, si imposero così un nuovo genere di personaggi di gusto popolare, paesani zotici e ignoranti all'apparenza ma in realtà dotati di una intelligenza pratica e di un senso della giustizia: Fagiolino in Emilia, Guignol nel Lionese, Kasper in Baviera e Svevia, Fasoulis in Grecia.
Nel XIX secolo i burattini diventano un fenomeno comune nelle piazze delle città, diventando un'attrazione in grado di coinvolgere un gran numero di persone; molti personaggi, nati come burattini, diventano in Italia maschere regionali: si pensi a Sandrone di Modena, Fagiolino a Bologna, Meneghino a Milano. Ma prosegue anche il fenomeno inverso dei burattini che riproducono maschere della commedia dell'arte, a partire da Arlecchino e Pulcinella.
Tra i maggiori storici del Teatro dei Burattini spicca il nome del bolognese Alessandro Cervellati.